# Iris Van Hamme
Iris Van Hamme is een personage uit de Vlaamse ziekenhuisserie Spoed dat werd gespeeld door Caroline Maes. Ze was een vast gastpersonage van 2000 tot 2001.

## Personage
We leren Iris kennen als paaldanseres in een nachtclub. Ze belandt op de spoedafdeling nadat ze onwel wordt door een gevaarlijke combinatie van alcohol en drugs. Haar maag wordt leeggepompt en ze mag weer naar huis. Niet veel later wordt ze opnieuw binnengebracht. Ze werd voor een privé-act uitgenodigd bij enkele rijke heren, die haar in elkaar sloegen en verkrachtten. Haar arts, dokter Kristof Welvis, reageert zeer bezorgd op de gebeurtenissen en neemt haar onder zijn hoede. Zo chanteert hij haar pooier Max, totdat Iris uiteindelijk definitief uit het milieu raakt.
Iris en Kristof worden uiteindelijk een koppel, en ze raakt zwanger van hem. Ze besluiten ook te trouwen, maar tijdens de plechtigheid zakt Iris plots in elkaar. Er wordt even gevreesd dat Kristof zal moeten kiezen tussen moeder of kind, maar uiteindelijk loopt alles goed af voor beide.

### Vertrek
Iris verhuist samen met Kristof naar Amerika, wanneer hij de kans krijgt er zich te gaan specialiseren. In het begin wil ze niet mee maar ze gaat uiteindelijk toch wel mee.

## Familie
- Kristof Welvis (echtgenoot)
- Kim Welvis (dochter met Kristof)